# Dirka po Franciji 2001
| Mesto | Ime                       | Država     | Ekipa            | Čas         |
| ----- | ------------------------- | ---------- | ---------------- | ----------- |
| 1     | Lance Armstrong           | ZDA        | U.S. Postal      | 86h 17' 28" |
| 2     | Jan Ullrich               | Nemčija    | Deutsche Telekom | 6' 44"      |
| 3     | Joseba Beloki             | Španija    | ONCE             | 9' 05"      |
| 4     | Andrei Kivilev            | Kazahstan  | Cofidis          | 9' 53"      |
| 5     | Igor Gonzalez de Galdeano | Španija    | ONCE             | 13' 28"     |
| 6     | François Simon            | Francija   | Bonjour          | 17' 22"     |
| 7     | Oscar Sevilla             | Španija    | Kelme            | 18' 30"     |
| 8     | Santiago Botero           | Kolumbija  | Kelme            | 20' 55"     |
| 9     | Marcos Serrano            | Španija    | ONCE             | 21' 45"     |
| 10    | Michael Boogerd           | Nizozemska | Rabobank         | 22' 38"     |

Dirka po Franciji 2001 je bila 88. dirka po Franciji, ki je potekala leta 2001.
To dirka je bilo prva, na kateri je povprečna hitrost zmagovalca presegla 40 km/h.

## Pregled
| Kategorije                          | Podatki         |
| ----------------------------------- | --------------- |
| Začetek-konec                       | Dunquerke-Pariz |
| Dolžina (km)                        | 3.446           |
| Število etap                        | 20              |
| Povprečna hitrost zmagovalca (km/h) | 40,02           |
| Kolesarjev                          | 189             |
| Tekmo končalo                       | 144             |